# Управление 4-го канала Уэльса
Управление 4-го канала Уэльса (S4C Authority) - статутная корпорация. Основана в 1981 году.

## Телевещательная деятельность корпорации
Корпорация ведёт:
- с 1 ноября 1982 года - вещание по 4-й программе в Уэльсе (телепрограмме «С4Ц»);
- с 15 сентября 1999 года - вещание по специализированной телепрограмме «С4Ц Дау»

## Деятельность корпорации в Интернете
В Интернете корпорация ведёт:
- сайт «www.s4c.cymru»

## Руководство
Руководство корпорацией осуществляет совет директоров (Board) и генеральный директор (Chief Executive).